# Конвенција у Сенека Фолсу
Конвенција у Сенека Фолсу била је прва конвенција о женским правима. Оглашаван је као „конвенција за расправу о друштвеном, грађанском и верском стању и правима жене“. Одржан је у капели Веслијан у граду Сенека Фолс, Њујорк и трајао је два дана током 19. и 20. јула 1848. Привукавши широку пажњу, убрзо су уследили и други конвенције о женским правима, укључујући Рочестерска конвенција о женским правима у Рочестеру, Њујорк, две недеље касније. Током 1850. године прва у низу годишњих националних конвенција о женским правима окупоио сеу Вустеру, Масачусетс.
Жене квекери из тог подручја организовале су састанак заједно са Елизабет Кејди Стантон, која није била квекер. Догађај су планирали током посете Лукреције Мот која је иначе живела у Филаделфији. Мот, квекерка, била је позната по својим говорничким способностима, што је било ретко за жене које нису квекери током ере у којој женама често није било дозвољено да говоре у јавности.
Састанак се састојао од шест сесија, укључујући предавање о закону, шаљиву презентацију и вишеструке дискусије о улози жена у друштву. Стантон и Квекерке су представиле два припремљена документа, Декларацију о осећањима и пратећи списак резолуција, о којима ће се расправљати и изменити пре него што се поднесу на потпис. Покренула се жестока расправа у вези са женским правом гласа, а многи - укључујући Мот - позвали су на уклањање овог концепта, али се Фредерик Даглас, који је био једини афро-амерички учесник конвенције, елоквентно залагао за његово укључивање, па је резолуција бирачког права задржана у декларацији. Декларацију је потписало тачно 100 од око 300 присутних, углавном жена.
Неки од савременика, укључујући истакнуту говорницу Мот, конвенцију су доживљавали као један важан корак међу многим другима у непрестаним напорима жена да за себе стекну већи удео у друштвеним, грађанским и моралним правима, док су на то други гледали као на револуционарни почетак борбе жена за потпуну равноправност са мушкарцима. Стантон је сматрала да је Конвенција у Сенека Фолсу почетак покрета за женска права, мишљење које је одјекнуло у Историја женског права гласа. 
Декларација о осећањима постала је „најважнији фактор у ширењу вести о покрету за женска права широм Сједињених Држава од 1848. године и даље у будућности“, наводи Џудит Велман, историчарка. У време Националне конвенције о женским правима из 1851. године, питање женског права гласа постало је централно начело покрета за женска права у Сједињеним Државама. Ове конвенције су постале годишњи догађаји све до избијања Америчког грађанског рата 1861. године.

## Позадина

### Политичка добит
Дана 7. априла 1848. године, као одговор на грађанску петицију, скупштина државе Њујорк донела је Закон о имовини удате жене, дајући женама право да задрже имовину коју су донеле у брак, као и имовину коју су стекле током брака. Повериоци нису могли запленити женину имовину да би наплатили мужевљеве дугове. Уочи усвајања овог закона, 1846. године присталице су издале брошуру, чији је аутор вероватно судија Џон Фајн која се ослањала на познавање читалаца са Декларацијом о независности Сједињених Држава како би инсистирали на томе  „Да су сви створени слободни и једнаки...", и да би се ова идеја требала подједнако односити на оба пола. „Жене, као и мушкарци, имају право на пуно уживање у практичним погодностима устава“. Група од 44 удатих жена из западног Њујорка писале су Скупштини марта 1848. године, рекавши да „ваша Декларација о независности изјављује да владе своје праведне моћи изводе из сагласности оних над којима се влада. А како жене никада нису пристале, биле представљене или признате од стране ове владе, очигледно је да се у правди од њих не може тражити оданост..." 

### Квекерски утицај
Многи чланови Верског друштва Пријатеља, познатих као Квекери, настанили су се на западу државе Њујорк, близу Сенека Фолса. Нарочито прогресивни огранак је живео у и око Ватерлоа у округу Сенека, Њујорк. Ови Квекери су тежили брачним везама у којима су мушкарци и жене радили и живели у равноправности.